# Estate Carriage

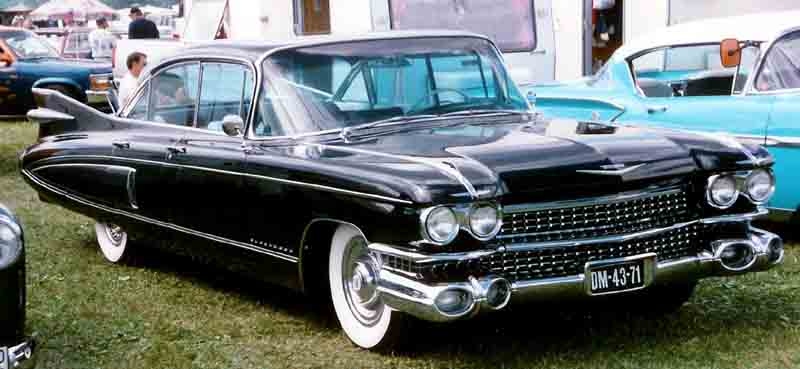
Cadillac Deville Limousine 4 Türen (1959/1960)

Estate Carriage war eine US-amerikanische Automobilmarke, die nur 1960 von Peter Stengel in Hollywood (Kalifornien) gebaut wurde.
Stengel baute Cadillac-Limousinen der Serie Deville zu 5-türigen Kombis um. Die Karosserien hierfür entstanden in Einzelanfertigung in Großbritannien. Innen waren die Kombis mit Kunststoff-Holzimitat verkleidet. Die Wagen hatten 3302 mm Radstand und wurden von einem V8-Motor angetrieben, der aus 6391 cm³ Hubraum eine Leistung von 325 bhp (239 kW) bei 4800 min−1 schöpfte.

## Quelle
- John Gunnell: Standard Catalog of American Cars 1946–1975. Krause Publications, Inc. Iola, Wisconsin (2002). ISBN 0-87349-461-X